# Lijst van graven van Mâcon

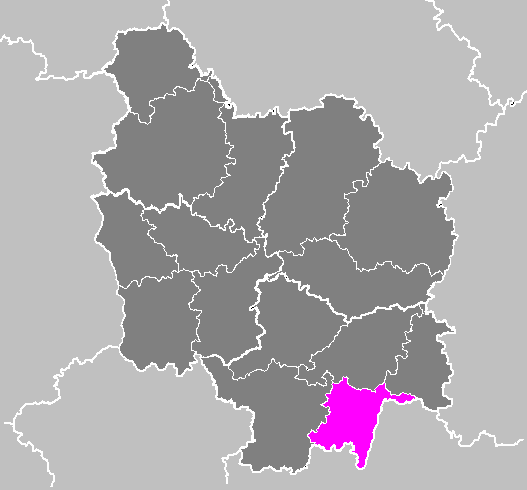

Dit is een lijst van graven van Mâcon.
Het graafschap Mâcon kwam overeen met het huidige arrondissement Mâcon in de regio Bourgogne-Franche-Comté.
In de oudheid was de streek Mâconnais een pagus van de Gallo-Romeinse stad Matisco, nu Mâcon.
Na het Verdrag van Verdun (843) behoorde het graafschap tot het koninkrijk Provence en later tot het hertogdom Bourgondië. 

## Graven van Mâcon
- 915-943 : Alberik I van Mâcon
- 943-966 : Leutald I
- 966-982 : Alberik II van Mâcon was getrouwd met Ermentrudis van Roucy
- 982-1002 : Otto Willem van Bourgondië trouwde met de weduwe van de vorige graaf.
- 1002-1004 : Gwijde I van Mâcon
- 1004-1049 : Otto II van Mâcon
- 1049-1065 : Godfried van Mâcon
- 1065-1078 : Gwijde II van Mâcon trad af ten voordele van zijn neef
- 1078-1085 : Willem I van Bourgondië
- 1085-1097 : Reinoud II van Bourgondië
- 1097-1102 : Stefanus I van Bourgondië
- 1102 : Het graafschap werd door twee broers geregeerd Reinoud III van Bourgondië (1102-1148) en Willem III van Mâcon (1102-1157)
- 1157-1184 : Gerald I van Mâcon
- 1184-1224 : Willem IV van Mâcon
- 1224-1239 : Adelheid van Mâcon

Na de dood van haar man Jan van Dreux (1239) verkocht Adelheid het graafschap aan koning Lodewijk IX van Frankrijk.